# Dvodimenzionalni prostor
Dvodimenzionalni prostor (skraćeno 2D prostor ili samo 2D; takođe poznat kao bidimenzionalni prostor) geometrijska je postavka u kojoj su potrebne dve vrednosti (zvane parametri) da bi se odredio položaj elementa (tj. tačka). Skup ℝ2 parova realnih brojeva odgovarajuće strukture često služi kao kanonski primer dvodimenzionalnog Euklidijskog prostora. Za generalizaciju pojma, pogledajte dimenziju.
Dvodimenzionalni prostor može se posmatrati kao projekcija fizičkog univerzuma na ravan. Obično se misli kao Euklidski prostor, a dve dimenzije se nazivaju dužina i širina.

## Istorija
Knjige I do IV i VI Euklidovih elementata se bave dvodimenzionalnom geometrijom, razvijajući takve pojmove kao što su sličnost oblika, Pitagorina teorema (predlog 47), jednakost uglova i površina, paralelizam, zbir uglova u trouglu i tri slučaja u kojima su trouglovi „jednaki” (imaju istu površinu), među mnogim drugim temama.
Kasnije je ravan opisana u takozvanom Kartezijanskom koordinatnom sistemu, koordinatnom sistemu koji svaku tačku u ravni jedinstveno određuje parom numeričkih koordinata, koje su udaljenosti od tačke do dve fiksne normalne usmerene linije, merene u istim jedinicama dužine. Svaka referentna linija naziva se koordinatnom osom ili samo osom sistema, a tačka na kojoj se susreću je njegov koordinatni početak, obično u uređenom paru (0,0). Koordinate se takođe mogu definisati kao položaji normalnih projekcija tačke na dve ose, izražene kao udaljenosti od koordinatnog početka.
Ideja o ovom sistemu razvijena je 1637. godine u spisima Dekarta i nezavisno od Pjera de Ferma, mada je Ferma takođe radio u tri dimenzije i nije objavio otkriće. Oba autora su koristila jednu osu u svojim tretmanima i imaju promenljivu dužinu merenu u odnosu na ovu osu. Koncept korišćenja para osa je uveden kasnije, nakon što su Frans van Šoten i njegovi učenici preveli Dekartov rad La Géométrie na latinski jezik 1649. godine. Ovi komentatori su uveli nekoliko koncepata dok su pokušavali da razjasne ideje sadržane u Dekartovom delu.
Kasnije se o ravni razmišljalo kao o polju, gde se bilo koje dve tačke mogu množiti i, osim nule, deliti. To je bilo poznato kao kompleksna ravan. Kompleksna ravan se ponekad naziva i Arganova ravan, jer se koristi u Arganovim dijagramima. Ona je nazvana po Žan Roberu Arganu (1768–1822), mada ju je prvi opisao dansko-norveški geodet i matematičar Kaspar Vesel (1745–1818). Arganovi dijagrami često se koriste za crtanje položaja polova i nula funkcije u kompleksnoj ravni.

## U geometriji

### Koordinatni sistemi
U matematici, analitička geometrija (takođe poznata kao Katezijanska geometrija) opisuje svaku tačku u dvodimenzionom prostoru putem dve koordinate.  Dve normale koordinatnih osa su date, koje se ukrštaju u koordinatnom početku. One se obično obeležavaju sa x i y. Relativno na ove ose, pozicija bilo koje tačke u dvodimenzionalnom prostoru je data uređenim parom realnih brojeva, pri čemu svaki broj daje rastojanje te tačke od koordinatnog početka mereno duž date ose, što je jednako rastojanju date tačke od druge ose.
Još jedan široko korišćeni koordinatni sistem je polarni koordinatni sistem, koji određuje tačku u smislu udaljenosti od koordinatnog početka i njenog ugla u odnosu na desni referentni zrak.
- Dekartov koordinatni sistem
- Polarni koordinatni sistem

### Politopi
U dve dimenzije postoji beskonačno mnogo politopa: poligona. Prvih nekoliko regularnih je prikazano ispod:

#### Konveksni
Šlefli simbol {p} predstavlja regularni p-gon.
| Name   | Trougao (2-simpleks) | Kvadrat (2-ortopleks) | Pentagon     | Heksagon    | Heptagon    | Oktagon      |         |
| ------ | -------------------- | --------------------- | ------------ | ----------- | ----------- | ------------ | ------- |
| Šlefli | {3}                  | {4}                   | {5}          | {6}         | {7}         | {8}          |         |
| Slika  |                      |                       |              |             |             |              |         |
| Ime    | Nonagon              | Dekagon               | Hendekagon   | Dodekagon   | Tridekagon  | Tetradekagon |         |
| Šlefli | {9}                  | {10}                  | {11}         | {12}        | {13}        | {14}         |         |
| Slika  |                      |                       |              |             |             |              |         |
| Ime    | Pentadekagon         | Heksadekagon          | Heptadekagon | Oktadekagon | Eneadekagon | Ikosagon     | ...-gon |
| Šlefli | {15}                 | {16}                  | {17}         | {18}        | {19}        | {20}         | {n}     |
| Slika  |                      |                       |              |             |             |              |         |

#### Degenerisani (sferični)
Regularni henagon {1} i regularni digon {2} mogu se smatrati degenerisanim regularnim poligonima. Oni mogu da nedegenerativno postoje u neeuklidskim prostorima kao na 2-sferi ili 2-torusu.
| Ime    | Henagon | Digon |
| Šlefli | {1}     | {2}   |
| Slika  |         |       |

#### Nekonveksni
Postoji beskonačno mnogo nekonveksnih pravilnih politopa u dve dimenzije, čiji se Šlefli simboli sastoje od racionalnih brojeva {}. Oni se nazivaju zvezdasti poligoni i imaju iste rasporede temena kao konveksni regularni poligoni.
Generalno, za bilo koji prirodni broj n postoje n-temenih, nekonveksnih regularno poligonalnih zvezda sa Šlefli simbolima {} za svako m takvo da je  (strogo rečeno -{{n/m} = {n/(n − m)}}-) i m i n su uzajamno prosti brojevi.
| Ime    | Pentagram | Heptagrami | Heptagrami | Oktagram | Eneagrami | Eneagrami | Dekagram | ...n-agrami |
| Šlefli | {5/2}     | {7/2}      | {7/3}      | {8/3}    | {9/2}     | {9/4}     | {10/3}   | {n/m}       |
| Slika  |           |            |            |          |           |           |          |             |

### Krug
Hipersfera u 2 dimenzije je kružnica, koja se ponekad naziva 1-sfera (S1), jer je to jednodimenziona mnogostrukost. U Euklidovoj ravni, ona ima dužinu od 2π i površina njene unutrašnjosti je
{\displaystyle A=\pi r^{2}}
gde je {\displaystyle r} poluprečnik.

### Drugi oblici
Postoji beskonapno veliki broj drugih oblika u dve dimenzije, među kojima se posebno ističu konični preseci: elipsa, parabola i hiperbola.

## U linearnoj algebri
Alternativni matematički način posmatranja dvodimenzionalnog prostora nalazi se u linearnoj algebri, u kojoj je ideja nezavisnosti presudna. Ravan ima dve dimenzije, jer dužina pravougaonika ne zavisi od njegove širine. U tehničkom jeziku linearne algebre, ravan je dvodimenzionalna, jer se svaka tačka u ravnini može opisati linearnom kombinacijom dva nezavisna vektora.

### Skalarni proizvod, ugao, i dužina
Skalarni proizvod dva vektora A = [A1, A2] i B = [B1, B2] se definiše kao:
{\displaystyle \mathbf {A} \cdot \mathbf {B} =A_{1}B_{1}+A_{2}B_{2}}
Vektor se može prikazati kao strela. Njegova magnituda je dužina strele, i njegov pravac je pravac strele. Magnituda vektora A se označava sa {\displaystyle \|\mathbf {A} \|}. U ovom gledištu, skalarni proizvod dva Euklidska vektora A i B je definisan sa
{\displaystyle \mathbf {A} \cdot \mathbf {B} =\|\mathbf {A} \|\,\|\mathbf {B} \|\cos \theta ,}
gde je θ ugao između A i B.
Skalani proizvod vektora A sa samim sobom je
{\displaystyle \mathbf {A} \cdot \mathbf {A} =\|\mathbf {A} \|^{2},}
što daje
{\displaystyle \|\mathbf {A} \|={\sqrt {\mathbf {A} \cdot \mathbf {A} }},}
formulu za Euklidsku dužinu vektora.

## U kalkulusu

### Gradijent
U pravougaonom koordinatnom sistemu gradijent je dat sa
{\displaystyle \nabla f={\frac {\partial f}{\partial x}}\mathbf {i} +{\frac {\partial f}{\partial y}}\mathbf {j} }

### Linijski integrali i dvostruki integrali
Za neko skalarno polje f: , linijski integral duž komadno glatke krive C ⊂  U je definisan kao
{\displaystyle \int \limits _{C}f\,ds=\int _{a}^{b}f(\mathbf {r} (t))|\mathbf {r} '(t)|\,dt.}
gde je  proizvoljna bijektivna parametrizacija krive C takva da r(a) i r(b) daju krajnje tačke od C i {\displaystyle a<b}.
Za vektorsko polje , linijski integral duž komadno glatke krive C ⊂ U, u pravcu r, je definisan kao
{\displaystyle \int \limits _{C}\mathbf {F} (\mathbf {r} )\cdot \,d\mathbf {r} =\int _{a}^{b}\mathbf {F} (\mathbf {r} (t))\cdot \mathbf {r} '(t)\,dt.}
gde je skalarni proizvod i  bijektivna parametrizacija krive C tako da r(a) i r(b) daje krajnje tačke od C.
Dvostruki integral se odnosi na integral unutar regiona D u R2 funkcije {\displaystyle f(x,y),} i obično se piše kao:
{\displaystyle \iint \limits _{D}f(x,y)\,dx\,dy.}

### Fundamentalna teorema linijskih integrala
Fundamentalna teorema linijskih integrala navodi da se linijski integral kroz polje gradijenta može proceniti izračunavanjem izvornog skalarnog polja na krajnjim tačkama krive.
Neka je {\displaystyle \varphi :U\subseteq \mathbb {R} ^{2}\to \mathbb {R} }. Onda je
{\displaystyle \varphi \left(\mathbf {q} \right)-\varphi \left(\mathbf {p} \right)=\int _{\gamma [\mathbf {p} ,\,\mathbf {q} ]}\nabla \varphi (\mathbf {r} )\cdot d\mathbf {r} .}

### Grinova teorema
Neka je C pozitivno orijentisana, komadno glatka, jednostavno zatvorena kriva u ravni, i neka je D region ograničen sa C. Ako su L i M funkcije od (x, y) definisane na otvorenom regionu koji sadrži D i imaju neprekidne parcijalne derivate u njemu, onda je
{\displaystyle \oint _{C}(L\,dx+M\,dy)=\iint _{D}\left({\frac {\partial M}{\partial x}}-{\frac {\partial L}{\partial y}}\right)\,dx\,dy}
gde je put integracije duž C suprotan smeru kazaljki na satu.

## U topologiji
U topologiji, ravan se karakteriše kao jedinstvena kontraktibilna 2-mnogostrukost.
Njena dimenzija je karakterisana činjenicom da uklanjanje tačke iz ravni ostavlja prostor koji je povezan, ali ne i jednostavno povezan.

## U teoriji grafova
U teoriji grafova, planarni graf je graf koji se može ugraditi u ravan, tj. može se nacrtati na ravni tako da se njegove ivice presecaju samo na njihovim krajnjim tačkama. Drugim rečima, može se nacrtati na takav način da se njegove ivice ne ukrštaju jedna sa drugom. Takav crtež se naziva ravninskim grafom ili planarnim umetanjem grafa. Graf u ravni se može definisati kao planarni graf sa preslikavanjem svakog čvora na tačku na ravnini, i svake ivice na krivu u ravni, tako da su krajnje tačke svake krive tačke preslikane sa njegovih krajnjih čvorova, i sve krive su razdvojene osim na njihovim ekstremnim tačkama.

## Literatura
- Alan F. Beardon, „The Geometry of Discrete Groups”., Springer-Verlag, 1983
- H. S. M. Coxeter (1942), Non-Euclidean Geometry, ISBN 0-88385-522-4, chapters 5, 6, & 7: Elliptic geometry in 1, 2, & 3 dimensions, University of Toronto Press, reissued 1998 by Mathematical Association of America, .
- H.S.M. Coxeter (1969). Introduction to Geometry. стр. 92–95.. §6.9 The Elliptic Plane, . John Wiley & Sons.
- Hazewinkel Michiel, ур. (2001). „Elliptic geometry”. Encyclopaedia of Mathematics. Springer.  978-1556080104.
- Felix Klein (1871) „On the so-called noneuclidean geometry”. 4: 573—625. Mathematische Annalen , translated and introduced in John Stillwell (1996) Sources of Hyperbolic Geometry, American Mathematical Society  0-8218-0529-0.
- Boris Odehnal "On isotropic congruences of lines in elliptic three-space"
- Eduard Study (1913) D.H. Delphenich translator, "Foundations and goals of analytical kinematics", page 20.
- Alfred Tarski (1951), A Decision Method for Elementary Algebra and Geometry, University of California Press.
- Franzén, Torkel (2005). Gödel's Theorem: An Incomplete Guide to its Use and Abuse. AK Peters. ISBN 1-56881-238-8.
- Alfred North Whitehead „Universal Algebra”. 1898. стр. 371—98. Архивирано из оригинала 03. 09. 2014. г. Приступљено 22. 12. 2023., Book VI Chapter 2: Elliptic Geometry.

## Spoljašnje veze
Mediji vezani za članak Dvodimenzionalni prostor na Vikimedijinoj ostavi